# Pichonia
Pichonia es un género con ocho especies de plantas  perteneciente a la familia de las sapotáceas. Es originario de las Molucas a Nueva Caledonia.

## Especies seleccionadas
- Pichonia balansana
- Pichonia calomeris
- Pichonia elliptica
- Pichonia lauterbachiana
- Pichonia lecomtei
- Pichonia novo-caledonica
- Pichonia occidentalis
- Pichonia sessiliflora

## Sinonimia
- Rhamnoluma Baill., Bull. Mens. Soc. Linn. Paris 2: 894 (1890).
- Epiluma Baill., Hist. Pl. 11: 287 (1892).
- Arnanthus Baehni, Arch. Sci. 17(1): 78 (1964).[1]